# Макарук Петро Павлович
Макарук Петро Павлович (c. Черничин, Холмська губернія  — ?) — сотник Армії УНР.

## Біографія
Народився у селі Черничин на Холмщині.
На військовій службі — з 20 липня 1914 року. Останнє звання у російській армії — поручник.
3 січня 1919 року зорганізував та очолив Холмсько-Галицький кіш Дієвої Армії УНР, у складі якого потрапив до польського полону (10 лютого 1919 року). Втік з полону.
1 березня 1919 року був призначений командиром 49-го пішого дієвого полку ім. І. Франка. З 11 березня 1919 року — командир 50-го пішого дієвого Звягельського полку Дієвої Армії УНР. З 29 березня 1919 року — повітовий комендант міста Дубно, а з 1 червня 1919 року — повітовий комендант міста Крем'янець.
Від 6 червня 1919 року — старшина для доручень при державному інспекторі 4-ї Сірої дивізії, з 7 липня 1919 року — помічник державного інспектора 1-ї Північної дивізії, з 17 вересня 1919 року — помічник державного інспектора 4-ї Сірої дивізії Дієвої Армії УНР.
8 листопада 1919 року — державний інспектор цієї дивізії. Був захоплений до полону білими, потому — інтернований у Польщі.
Від 4 квітня 1920 року — старшина 6-ї Січової дивізії Армії УНР, з 6 липня 1920 року — командир 1-ї сотні 49-го куреня 6-ї Січової дивізії Армії УНР.
Доля після 1923 року невідома.